# Boscs perennifolis secs del Dècan oriental
Els boscos secs de fulla perenne del Dècan Oriental són una ecoregió del sud-est de l'Índia. L'ecoregió inclou la regió costanera que hi ha darrere de la costa de Coromandel a la badia de Bengala, entre els Ghats orientals i la mar. Cobreix l'est de Tamil Nadu, part de Puducherry i el sud-est d'Andra Pradesh.

## Ambientació
Els boscos de fulla perenne seca de l'Est del Dècan es troben a l'ombra pluviomètrica dels Ghats Occidentals i Ghats Orientals, que bloquegen el monsó estiuenc del sud-est.
L'ecoregió abasta una superfície de 25.500 quilòmetres quadrats, que s'estén des del districte de Ramanathapuram de Tamil Nadu fins al districte de Nellore, d'Andhra Pradesh. Gran part de l'ecoregió està densament assentada i ha estat alterada substancialment per l'activitat humana, inclosa l'agricultura, la pastura i la silvicultura, al llarg dels segles. L'ecoregió és la seu de la metròpoli de Chennai, i d'altres ciutats, incloses Pondicherry, Thanjavur, Kanchipuram i Nellore. S'estima que el 95% de la coberta forestal original ha estat netejada i la composició d'espècies dels boscos restants s'ha vist alterada per l'ús humà intensiu inclosa l'eliminació de tots els arbres més alts.
Les precipitacions donen mitjana d'uns 800 mm / any i cauen majoritàriament durant el monsó nord-est molt variable entre octubre i desembre. A diferència de la majoria de boscos secs tropicals i subtropicals del món, els arbres dels quals tendeixen a perdre les fulles durant la temporada seca per conservar la humitat, els boscos de fulla perenne seca de l'Est del Dècan conserven les fulles durant tot l'any. Només dues altres ecoregions presenten un patró similar, els boscos de fulla perenne seca de la zona seca de Sri Lanka i els boscos de fulla perenne seca de l'Indoxina.
L'ecoregió acull dues zones humides importants, el llac Kaliveli, al districte de Viluppuram, de Tamil Nadu, i el llac Pulicat, al nord de Chennai. El llac Kaliveli és una de les zones humides més grans de l'Índia peninsular i es considera que és una zona humida d'importància nacional i internacional per la UICN. És un aiguamoll estacional, amb un gradient des de l'aigua dolça fins a l'aigua salobre i constitueix un important lloc d'alimentació i cria en el pas d'ocells migratoris. Actualment està amenaçada per usurpació per part dels camps agrícoles, la caça furtiva de la vida salvatge, la pèrdua dels boscos dels voltants i l'augment de la cria de gambes comercials.

## Flora
La vegetació original de l'ecoregió consistia en boscos amb un sotabosc d'arbres de fulla perenne i un dosser emergent d'arbres caducifolis més alts, inclosos Sal (Shorea robusta), Albizia amara i Chloroxylon spp. L'ús humà intensiu dels boscos al llarg dels segles ha eliminat majoritàriament les espècies de fulla caduca, i els boscos restants de l'ecoregió es caracteritzen ara per zones de bosc de fulla perenne de fulla cuirosa, amb un dosser tancat relativament baix (10 metres). Les espècies predominants són Manilkara hexandra, Mimusops elengi, l'ebony de Ceilan (Diospyros ebenum), l'arbre d'estricnina (Strychnos nux-vomica), Eugenia spp., Drypetes sepiaria i Flacourtia indica. Existeixen alguns petits enclavaments de bosc sal de fulla caduca, però es troben sota una intensa pressió humana.
Només el cinc per cent de l'ecoregió roman com a bosc, que es troba com rogles aïllats. La major part dels boscos de l'ecoregió s'han degradat en matollars de fulla perenne seca tropical, caracteritzats per espècies espinoses com Ziziphus glaberrima, Dichrostachys cinerea, Catunaregam spinosa i Carissa spinarum.

## Fauna

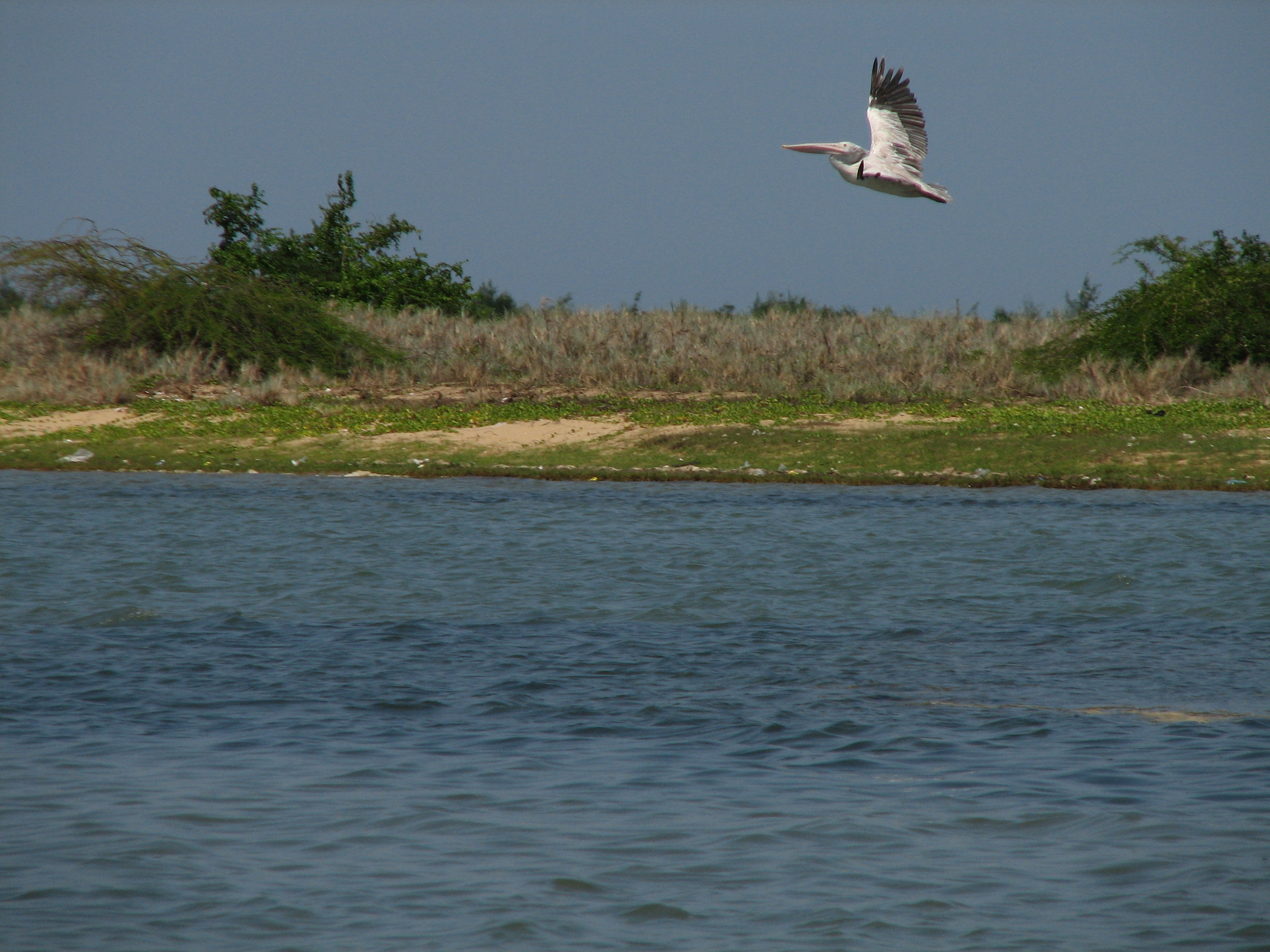
Pelicà bectacat en el santuari d'ocells de l'Albufera de Pulicat (Districte d'Amarajeevi Potti Sri Ramulu Nellore)

Els mamífers que es troben en aquesta ecoregió inclouen el cuó (Cuon alpinus), l'ós morrut (Melursus ursinus) i el tragúlid de l'Índia Moschiola indica.

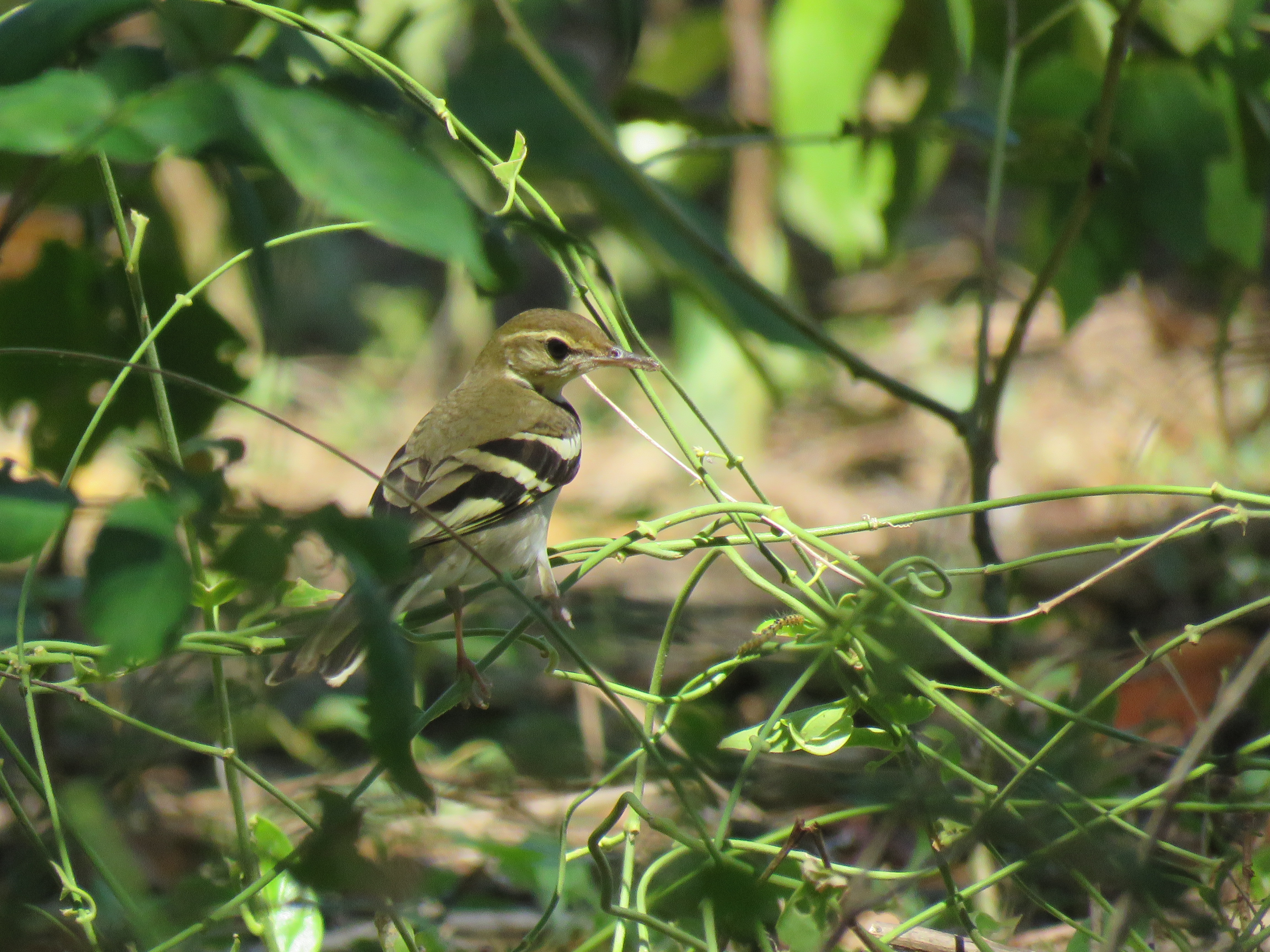
Cuereta de bosc, Dendronanthus indicus a l'àrea de Point Calimere

## Espais protegits
Menys de l'u per cent de l'ecoregió es troba en reserves o zones protegides, però moltes són molt petites com l'arbreda sagrada a prop de Marakkanam a Tamil Nadu, que conserva una secció de bosc de fulla perenne tancada. Diverses arbredes dels voltants de temples, com Puthupet, Pillaichavadi, Mudaliarchavadi i Kottakarai, conserven petits enclavaments de bosc. El Santuari de la fauna i ocells de Point Calimere protegeix un enclavament de 17,26 km² de bosc de fulla perenne seca, així com aiguamolls i manglars. Altres zones conservades de la regió són el Santuari d'ocells Vettangudi (30 km²) al districte de Sivaganga, Tamil Nadu, i el Santuari d'aus Nelapattu (160 km²) al llac Pulicat, al districte d'Andra Pradesh, de Nellore. Srivilliputhur i la vall de Manjampatti són refugis de l'esquirol gegant de Sri Lanka amenaçat (Ratufa macroura).